# 헨리 그레이

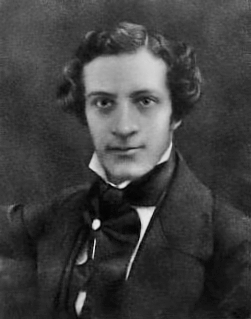
헨리 그레이

헨리 그레이(Henry Gray, 1827년 ~ 1861년 6월 13일)는 잉글랜드의 해부학자, 외과 의사이다. 《그레이 해부학》의 저자로 잘 알려져 있다.